# Філ Кемпбелл (музикант)
Філ Ентоні Кемпбелл (англ. Philip Anthony Campbel, нар. 7 травня 1961 у місті Понтипрідд, Уельс, Велика Британія) — валлійський і британський рок-музикант, найзнаніший як лід-гітарист гурту «Motörhead» з 1984 року аж до припинення його існування у 2015 році (внаслідок смерті його фронтмена і засновника Леммі Кілмістера). Зараз він виступає з його власним гуртом «Phil Campbell and the Bastard Sons», який складається з нього і його трьох синів: Тодда, Дейна і Тайла.

## Рання біографія
Кемпбелл народився в міста Понтипрідд в Уельсі та почав грати на гітарі у 10 років. Його надихали і на його творчість впливали такі віломі гітаристи, як Джимі Гендрікс, Тоні Айоммі, Джиммі Пейдж, Ян Аккерман, Міхаель Шенкер та Тодд Рандґрен. У 12 років він познайомився із Леммі Кілмістером, коли після концерту гурту «Hawkwind» попросив у нього автограф. Вже у 13 років Філ напівпрофесійно грав у гурті «Contrast». Потім він грав у гурті «Roktopus» (не плутати із «Rocktopus»), який переважно виступав у пабах в південній частині Уельсу. Свою першу гітару Gibson Les Paul він купив у 1978 році, на новорічному розпродажі в магазині на Ілінг-Бродвей у Лондоні. Пізніше цю гітару вкрали, але через деякий час повернули назад. 1979 року Кемпбелл створив хеві-метал гурт «Persian Risk».

## Motörhead

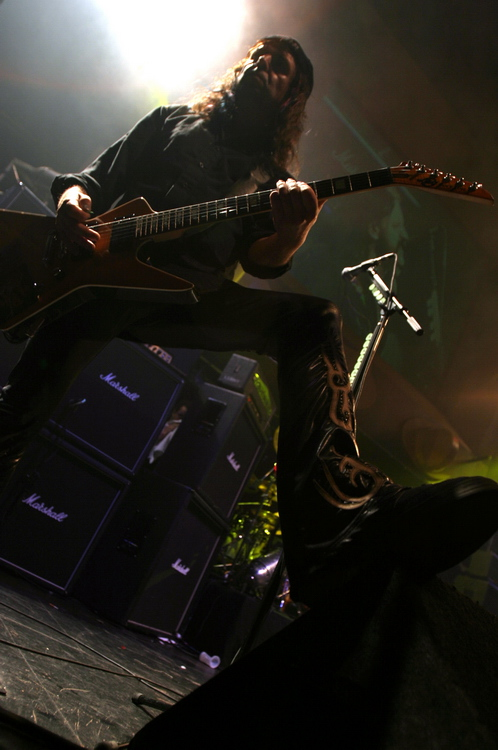
Філ Кемпбелл виступає в Едмонтоні в 2005 році.

8 лютого 1984 року, після того, як Браян Робертсон покинув гурт, Motörhead провів кастинг на нового гітариста. Після прослуховування було вирішено звузити коло кандидатів до двух осіб: Майкла Бьорстона та Філа Кемпбелла. Хоча Леммі Кілмістер спочатку планував взяти до гурту лише одного гітариста, він найняв їх обох коли почув як вони грають разом.
14 лютого 1984 року гурт «Motörhead» став музичним гостем популярного тоді серіалу «The Young Ones», що стало першим виступом Філа у складі «Motörhead». 15 вересня того ж року вийшов альбом «No Remorse», один з найпопулярніших альбомів гурту. Після цього Філ їздив у всесвітні тури разом з гуртом і залишався постійним учасником «Motörhead» аж до припинення його існування.
28 грудня 2015 року засновник гурту і його єдиний постійний учасник Леммі Кілмістер помер. Наступного дня барабанщик Міккі Ді оголосив про розпуск гурту «Motörhead», заявивши: «Ми більше не будемо проводити тури чи щось таке. І записів більше не буде. Але вогонь досі живий, і Леммі продовжує жити в серцях кожного.»
В квітня 2020 Кемпбелл розповів про те, наскільки складно було бачити страждання Леммі наприкінці його життя. Він сказав що Леммі «не був повністю собою» і що він «помітно постарів» за час останнього туру «Motörhead». Кемпбелл також сказав, що на початку було складно пристосуватись до факту закінчення існування «Motörhead».

## Дебютний соло-альбом
В лютому 2016 року «Motörhead» вирішив разом із Крісом Феном, колишнім перкусіоністом гурту «Slipknot», записати новий соло-альбом. Цей альбом, під назвою «Old Lions Still Roar», випустили 25 жовтня 2019 року. В ньому можна почути вокал від Еліса Купера, Роба Гелфорда, Ді Снайдера та Бенджі Вебба.

## Phil Campbell and the Bastard Sons
В листопаді 2016 року його новий гурт «Phil Campbell and the Bastard Sons» випустив перший мініальбом з однойменною назвою. Згодом гурт виступав у допоміжних слотах із Guns N' Roses, Hawkwind, Saxon та Airbourne. 2017 року гурт оголосив про початок запису їхнього першого повноцінного альбому. 26 жовтня 2017 гурт що цей альбом матиме назву «The Age of Absurdity». Він вийшов 26 січня 2018 року студією Nuclear Blast.
Поточний склад гурту: Філ Кемпбелл — гітара, Тодд Кемпбелл — гітара та губна гармоніка, Дейн Кемпбелл — барабани, Тайла Кемпбелл — бас-гітара, Ніл Старр — вокал.